# KIMO
KIMO Kommunenes Internasjonale Miljøorganisasjon / Local Authorities International Environmental Organisation ist ein europaweit tätiges Netzwerk von verschiedenen Akteuren im Meeresschutz. KIMO setzt sich gegen die Verschmutzung der Meere durch Müll ein.

## Geschichte
Die Kommunenes Internasjonale Miljøorganisasjon (Local Authorities International Environmental Organisation) (KIMO) wurde im August 1990 in Esbjerg, Dänemark, mit dem Ziel gegründet, die Meere Nordeuropas gegen schädliche Einflüsse zu schützen und ihre Gesundheit wiederherzustellen. Zunächst schlossen sich schottische und niederländische Hafenstädte zusammen, um politisch gegen das Problem des Mülls an ihren Küsten zu wirken. KIMO startete auf die Initiative von nur vier Akteuren. Heute beteiligen sich über 120 Kommunen, Naturschutzorganisationen und staatliche Behörden an dem Netzwerk.
Heute vereinigt KIMO Mitglieder in Belgien, dem Vereinigten Königreich, Norwegen, Schweden, Dänemark, Deutschland, den Färöer-Inseln, den Niederlanden, der Republik Irland und der Isle of Man (assoziiertes Mitglied). Insgesamt repräsentiert KIMO über sechs Millionen Menschen.

## Ziel

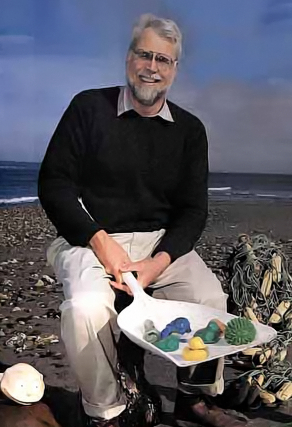
Der US-amerikanische Ozeanograph Charles Curtis Ebbesmeyer mit gesammeltem Plastikmüll. Er erforschte die Meeresströmungen anhand der Bewegung von Treibgut in den Ozeanen und lieferte die theoretische Grundlage für das Wissen über Müll im Meer.

Müll im Meer belastet das Leben der Pflanzen und Tiere im Meer und das der Menschen am Meer. Fischerei und Tourismus kämpfen mit dem Problem von Abfall am Strandsaum und in den Netzen. KIMO möchte durch Aufklärungsarbeit und verschiedene Aktionen die Verursacher der Meeresverunreinigung, teilweise die Fischer selbst, zu einem anderen Handeln bewegen. Politisch versucht KIMO z. B. durch Lobbying Einfluss auf die OPSAR-Konferenz und damit auf die Gesetzgebung der Anrainerstaaten zu nehmen. Wissenschaftliche Studien zum Müll im Meer werden durch KIMO unterstützt.

## Aktionen

### International Coastal Cleanup Day
Zum „International Coastal Cleanup Day“, an jeden dritten Samstag im September treffen sich weltweit hunderttausende Naturschützer, um Küsten, Gewässer und Flussufer von gefährlichem Müll zu säubern. Im Jahr 2010 beteiligten sich erstmals auch NABU-Aktive in Deutschland an den Sammelaktionen im Rahmen des im September 2010 gestarteten NABU-Projektes „Meere ohne Plastik“.

### Fishing for Litter

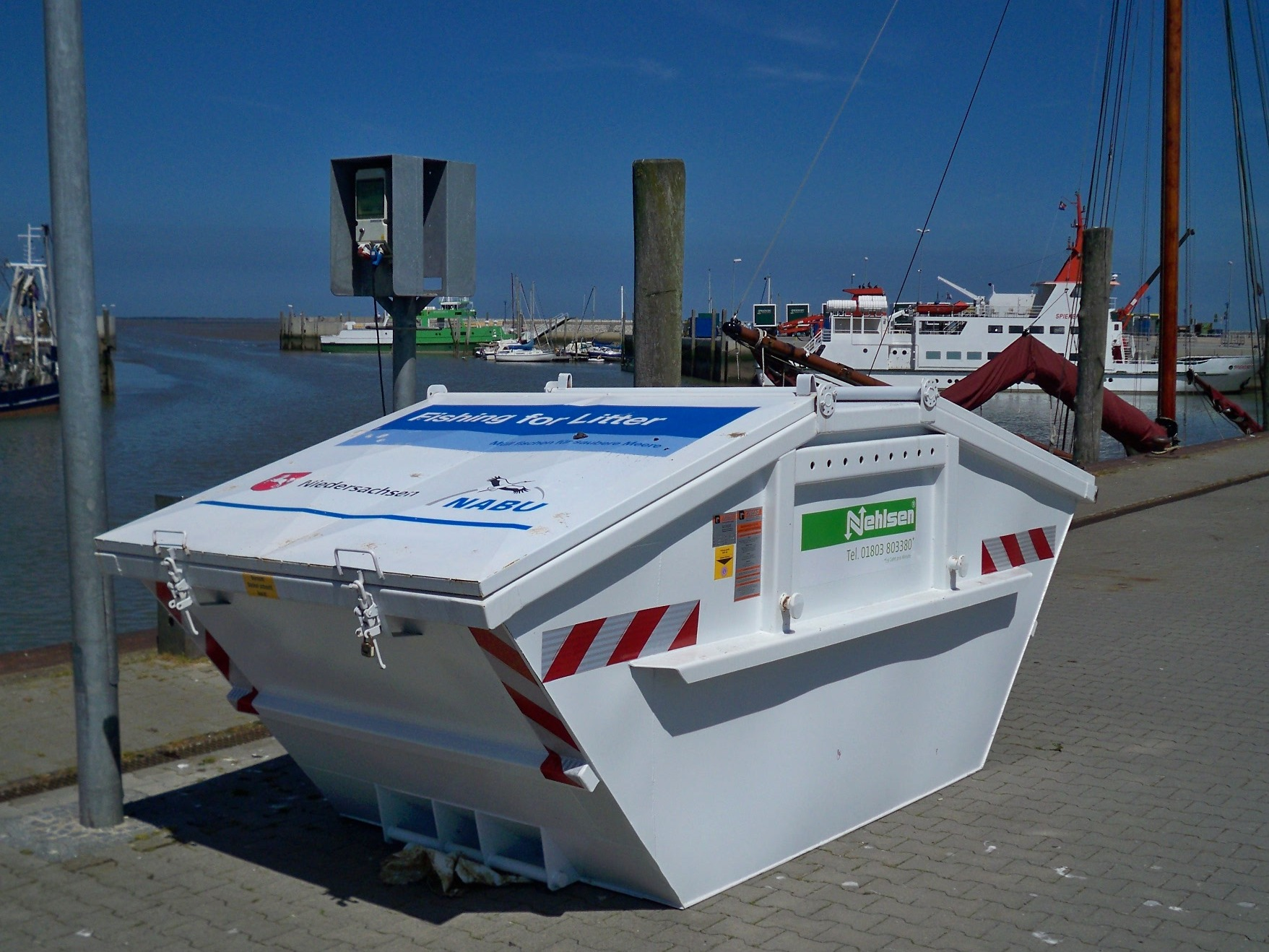
„Fishing for Litter“-Container im Hafen von Neuharlingersiel

Fishing for Litter ist eine Initiative zur effektiven Reduktion von Müll im Meer. In der Nordsee werden jährlich 20.000 Tonnen Müll entsorgt. Fischer finden in ihren Netzen bisweilen große Mengen Abfall, meist abhängig vom Fanggebiet und der eingesetzten Fangtechnik. Eine umweltgerechte Entsorgung dieses Mülls findet häufig nicht statt. Meist sind die Fangschiffe nicht entsprechend ausgestattet, um die Abfälle einzulagern. Zum anderen sind die Möglichkeiten der Mülltrennung und -entsorgung in vielen Häfen entlang der europäischen Küsten unzureichend, uneinheitlich und in der Regel kostenpflichtig. Die Folge davon ist, dass gefischter Müll häufig wieder zurück ins Meer geworfen wird. KIMO versucht, zusammen mit der Fischindustrie „nach Müll zu fischen“. Dabei werden den lokalen Fischern die Kapazitäten zu einer guten Müllentsorgung an Land bereitgestellt. So soll erreicht werden, dass Müll, der sich in den Netzen verfängt, nicht wieder ins Meer zurück wandert.
Das Projekt wurde 2005 in Schottland begonnen. Die simple Idee verbreitete sich schnell bei Fischern und Hafenbehörden über Schottland hinaus. Ein Ziel von KIMO ist es, die Aktion auch in den Häfen der Ostsee zu etablieren. Inzwischen wird das Projekt in etwa 100 europäischen Kommunen erfolgreich durchgeführt.

## KIMO in Deutschland
Mitglieder in Deutschland sind die Insel- und Halligkonferenz aus Wyk (Föhr) und die Schutzgemeinschaft Deutsche Nordseeküste aus Varel-Dangast.
Der NABU unterstützt die KIMO-Arbeit mit den Projekt „Meere ohne Plastik“ und seiner Beteiligung am internationalen Costal Cleanup Day an den deutschen Küsten. Im Rahmen der Fishing for Litter-Kampagne möchte der NABU dabei helfen, regionale Strukturen zur effektiven Müllentsorgung in ausgewählten Häfen an der Nord- und Ostseeküste aufzubauen. Er entwickelt dafür entsprechende Projekte in Zusammenarbeit mit Fischern, regionalen Abfallentsorgern und den zuständigen Fachbehörden des Bundes und der Länder.